# Atheta pennsylvanica
Atheta pennsylvanica är en skalbaggsart som beskrevs av Max Bernhauer 1907. Atheta pennsylvanica ingår i släktet Atheta och familjen kortvingar. Inga underarter finns listade i Catalogue of Life.